# 堀川馨
堀川 馨（ほりかわ かおる、1934年6月 - ）は、日本の実業家。シャルマングループの会長。

## 来歴・人物
1934年福井県に生まれる。1959年に滋賀大学経済学部を卒業。繊維商社勤務を経て1961年、兄が経営する堀川製作所(現ホリカワ)に入社。1968年社長就任。1975年に眼鏡フレームの販売会社シャルマン眼鏡（現シャルマン）を設立。1995年シャルマングループの会長に就任。2002年、チタン製眼鏡フレームを国際市場に普及させたことを評価され世界的権威スター・オブ・ビジョン賞を受賞。2005年には福井県経済調査協会理事長に就任。2007年4月シャルマン代表取締役会長就任。

## 年譜
- 1934年 - 福井県にて出生
- 1959年 - 滋賀大学経済学部卒業
- 1968年 - 堀川製作所社長
- 1975年 - シャルマン眼鏡社長
- 1995年 - シャルマングループ会長
- 2002年 - スター・オブ・ビジョン賞受賞
- 2005年 - 福井県経済調査協会理事長
- 2007年 - シャルマン会長

## テレビ出演
- 日経スペシャル カンブリア宮殿 下請け部品メーカーから日本NO.1に大躍進！アウトサイダー経営の極意（2013年11月7日、テレビ東京）[3]